# Hideki Nomiyama
Hideki Nomiyama (født 28. april 1975) er en tidligere japansk fodboldspiller.
Han har spillet for flere forskellige klubber i sin karriere, herunder Gamba Osaka.